# Grote struiksluiper
De grote struiksluiper (Sericornis nouhuysi) is een zangvogel uit de familie Acanthizidae (Australische zangers). Het is een kleine grijsbruine vogel met een groot verspreidingsgebied in het centrale bergland van Nieuw-Guinea en enkele berggebieden in het noorden van het eiland.  

## Ontdekking en taxonomie
De vogel werd in 1909 door de Nederlandse dierkundige Eduard Daniël van Oort geldig beschreven in een lijvig boek, gewijd aan de wetenschappelijke (zoölogische) resultaten van de Eerste Zuid-Nieuw-Guinea-expeditie. De soort is genoemd naar de Nederlandse marineofficier en ontdekkingsreiziger Jan Willem van Nouhuys. Hij was deelnemer aan deze expeditie. Lange tijd werd de sepikstruiksluiper als aparte soort beschouwd die meestal lager in berggebieden voorkwam. Moleculair genetisch onderzoek, gepubliceerd in 2018, heeft geleid tot een nieuwe indeling in geslachten, soorten en ondersoorten.

## Herkenning
De grote struiksluiper is gemiddeld de grootste soort uit het geslacht, de lengte varieert tussen de 11,5 en 13,5 cm. De vogel is van boven grijsbruin en van onder grijs. Het verenkleed rondom het oog en lager tot op de borst heeft een licht roodbruine waas. Het is een vogel die vooral voorkomt in groepjes, vaak met andere kleine vogelsoorten, in laag struikgewas.

## Verspreiding en leefgebied
Deze soort is endemisch in Nieuw-Guinea en telt tien ondersoorten:
- S. n. cantans Mayr, 1930: Vogelkop inclusief Arfakgebergte (noordwestelijk Nieuw-Guinea)
- S. n. nouhuysi van Oort, 1909: westelijk-centraal Nieuw-Guinea.
- S. n. idenburgi Rand, 1941: Bergland in  noordwestelijk Nieuw-Guinea).
- S. n. stresemanni Mayr, 1930: Oostelijk in het centrale bergland van Nieuw-Guinea.
- S. n. adelberti Pratt, 1982: Adelbertgebergte (noordoostelijk Nieuw-Guinea).
- S. n. oorti Rothschild & Hartert, EJO, 1913: Huonschiereiland en Herzoggebergte (oostelijk Nieuw-Guinea).
- S. n. monticola Mayr & Rand, 1936: Berggebieden in zuidoostelijk Nieuw-Guinea.
- S. n. jobiensis Stresemann & Paludan, 1932: Japen (Geelvinkbaai nabij noordwestelijk Nieuw-Guinea).
- S. n. pontifex Stresemann, 1921: Victor Emanuelgebergte, Hunstein Range en Sepikgebergte (het noordelijke deel van Centraal-Nieuw-Guinea).
- S. n. virgatus (Reichenow, 1915) (sepikstruiksluiper): noordelijke hellingen van Sepik-Ramu stroomgebied en nabij gelegen berggebieden in het noordoostelijk deel van Nieuw-Guinea).

De leefgebieden liggen in tropisch, natuurlijk bos in berggebieden op hoogten tussen de 600 en 3800 meter boven zeeniveau. De ondersoorten  S. n. jobiensis,  S. n. pontifex en S. n. virgatus (sepikstruiksluiper) houden zich onder de 1500 meter boven zeenieau op.

## Status
De grootte van de populatie is niet gekwantificeerd maar de soort wordt omschreven als algemeen in een groot deel van zijn verspreidingsgebied. Op de Rode lijst van de IUCN heeft deze soort de status niet bedreigd.